# Rádio Galega
Rádio Galega (RG) é uma estação de rádio pública da Galiza, integrada na CRTVG, que inclui também a TVG. Começou a emitir, em fase de provas, em 24 de fevereiro de 1985 e iniciou a sua programação regular em 29 de março desse ano. Desde meados de 2009 a sua diretora é a jornalista Rosa Martínez, em substituição do também jornalista Virxilio Costas.

## História
Depois da aprovação da Lei de criação da CRTVG no Parlamento da Galiza em 11 de julho de 1984, iniciam-se as obras da Casa da Rádio com a remodelação do velho edifício sede da residência do governador militar.
Rádio Galega iniciou as suas emissões em provas no domingo 24 de fevereiro de 1985, dia que coincide com o aniveráario do nascimento da poetisa Rosalía de Castro. A sua programação regular começou em 29 de março de 1985, e a partir desta data as suas emissões abrangeram as 24 horas do dia ininterruptamente em língua galega.
O programa Fio directo foi o primeiro dos realizados pelos Serviços Informativos da estação.
Inicialmente apresentado por Pedro Revaldería, na sua terceira emissão passou a ser dirigido e apresentado por Xosé María Fernández Pazos, quem o levou até outubro de 1985, quando passou a coordenar os informativos do fim de semana. Seria substituído por Xan Docampo.
Fio directo emitia-se inicialmente nas segundas-feiras de 7 a 8 da tarde, e, ao mês do início da emissão, passou a se emitir segundas a quartas à mesma hora.
O programa levava cada dia um convidado distinto, a quem os ouvintes faziam perguntas através do telefone.
A ida de Xosé Luís Blanco Campaña como diretor da TVG nessa época trouxe como responsável pela estação a Xerardo Rodríguez Rodríguez. Na época de Xerardo Rodríguez a estação chegou a mudar o nome, passando de Radiotelevisão Galiza a Rádio Autonómica Galega e usando aliás o indicativo a rádio nacional da Galiza.
EM 15 de julho de 1987 a Rádio Galega inaugurou a sua segunda delegação territorial após a de Ferrol, cujas instalações, situadas no edifício El Moderno de Vigo, tiveram um custo de 13 milhões de pesetas da época.
Dias depois dos atentados terroristas que na noite de 11 de outubro de 1990 deixaram três mortos e 46 feridos em diversos pontos da Galiza, a Rádio Galega logrou gravar num comunicado uma pessoa que se identificou como Manolo Chao, considerado o máximo dirigente do EGPGC, que reivindicou na sua chamada a autoria dos mesmo e a pertinência de dois dos falecidos à organização, englobando-o também numa campanha contra os interesses do narcotráfico.
Depois de seis anos no velho Palacete de San Caetano, a necessidade de ampliar o espaço da estação, que se encontrava no recinto da Administração Autonómica, e o de aumentar meios, fez com que o governo galego decidisse a construção do novo edifício, que se fez em menos dum ano. Foi em 23 de novembro de 1990 quando a Rádio Galega inaugurou oficialmente as suas novas instalações em Bando, na paróquia compostelana de San Marcos, ao lado da TVG. O projeto do edifício das novas instalações começaram sendo diretor geral de médios o senhor Rafael Valcarce.
O primeiro anúncio da Rádio Galega foi emitido às 10.30 da manhã de 7 de outubro de 1990. Foi o de Lotaria La Favorita da Corunha. Depois viria Autos Buenos Aires.

## Emissão
A Rádio Galega é a única estação da Galiza com total cobertura do seu sinal em todo o território, chegando também ao Norte de Portugal. Também emite fora da Galiza via satélite, como na Europa (a partir do 24 de dezembro de 1998) e na América (a partir do 22 de fevereiro de 1999).
Além disto, a Rádio Galega foi uma das primeiras estações da Europa em poder ser escutada em direto através da rede Internet. Fê-lo em 20 de agosto de 1996.
O 3 de março de 2004 Rádio Galega Música começa a emitir em FM, digital, Internet e TDT (Televisão Digital Terrestre).
O segundo inquérito do EGM da temporada 2002-2003 situa a Rádio Galega como a segunda emissora mais escutada da Galiza, com uma média de 142.000 ouvintes diários.
Na atualidade conta com duas emissoras que emitem dum jeito convencional: a Rádio Galega, com programação generalista integramente em galego, e Rádio Galega Música, uma sorte emissora musical. No que se refere à emissão pela Internet e pela TDT, a ambas as emissores têm-se que acrescentar a de Som Galiza Rádio, estreada em 17 de maio de 2004 e dedicada à música galega, tanto à tradicional como à mais contemporânea. Cabe destacar que no caso de Som Galiza Rádio e dos "não-programas" de Rádio Galega Música a emissão musical faz-se de forma ininterrompida, com que vem a ser um fio musical muito propício para quem fugir da comercialidade.